# جغليباف
جغلباف (بالإنكليزية:Jigglypuff) هو بوكيمون فريد من نوعه حيث انه يمتلك قلم على شكل ميكروفون وعندما يغني ينام جميع من يسمعه.

## روابط خارجية
- جغلباف
- جغليباف في قاعدة بيانات الأفلام على الإنترنت